# Vero (nome)
Vero  è un nome proprio di persona italiano maschile.

## Varianti
- Maschili: Wero[2], Verio[1][2]
  - Alterati: Verino[1][2], Verissimo[1][2][3]
- Femminili: Vera[1][2]

### Varianti in altre lingue
- Catalano: Ver[4]
  - Altearti: Vèrul[4], Veríssim[4]
- Galiziano
  - Alterati: Breixo[4][5]

- Latino: Verus[2][3][4]
  - Alterati: Verulus[4], Verissimus[3][4][5]
- Portoghese: Veríssimo[5]
- Spagnolo: Vero[4]
  - Alterati: Vérulo[4], Verísimo[4]

## Origine e diffusione
Discende dal latino Verus, ossia "che è vero", "che dice il vero"; in alcuni casi, può essere avvenuta una sovrapposizione con la radice germanica warja ("difesa", "protezione").
Il nome è attestato in tutta Italia, ma gode di buona diffusione solo nella forma femminile, Vera; la forma "Verino" è accentrata in Abruzzo, mentre "Verissimo" è proprio dell'Emilia-Romagna.

## Onomastico
L'onomastico può essere ricordato in memoria di più santi, alle date seguenti:
- 1º agosto, san Vero, vescovo di Vienne[2][4][6]
- 1º ottobre, san Verissimo, martire a Lisbona con le sorelle Giulia e Massima sotto Diocleziano[1][4][5][7]
- 23 ottobre, san Vero, vescovo di Salerno[2][8]

## Persone

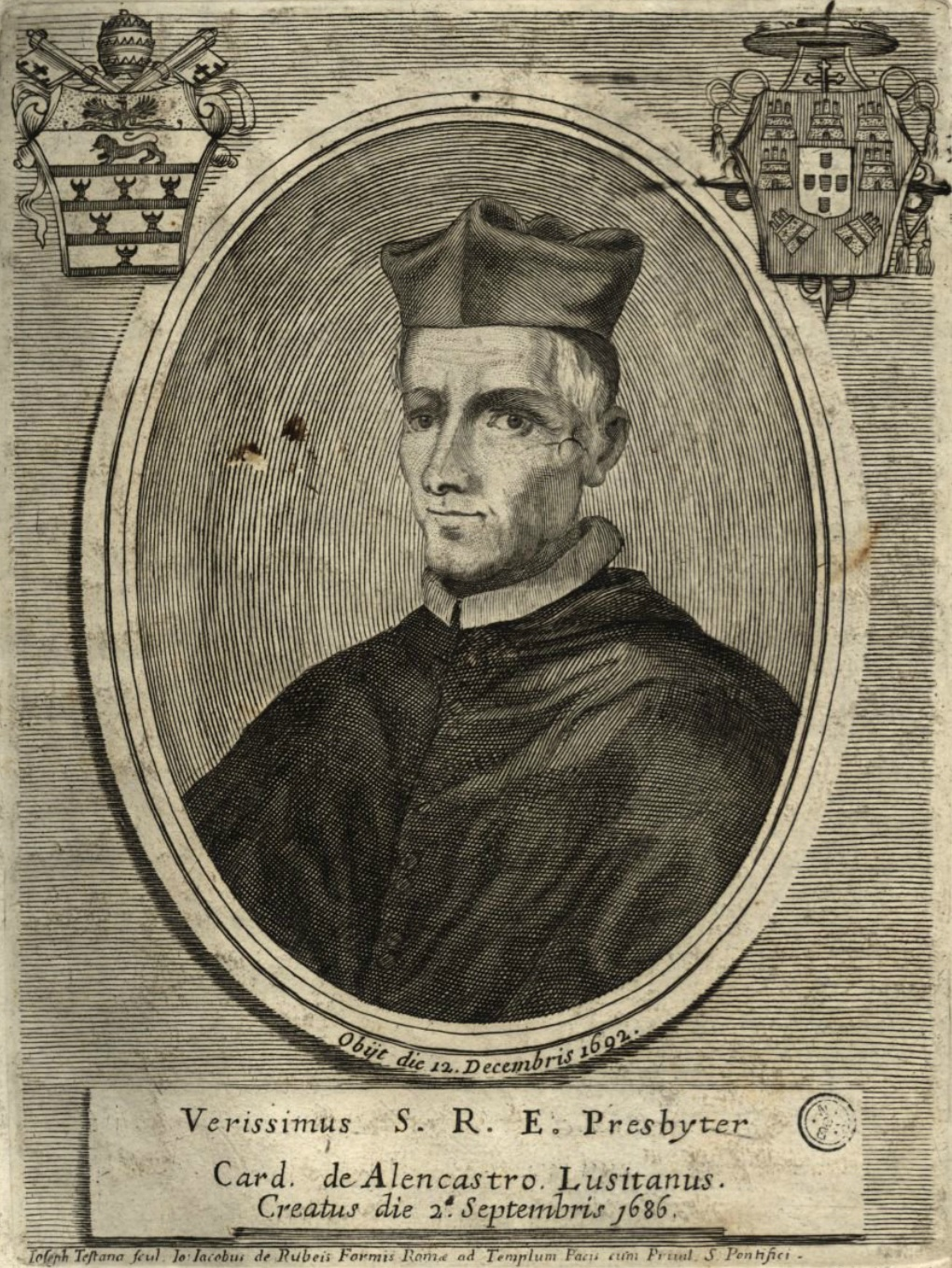
Veríssimo de Lencastre

- Vero, gladiatore romano
- Vero, politico e militare romano

### Varianti
- Veríssimo Correia Seabra, militare guineense
- Veríssimo de Lencastre, cardinale e arcivescovo cattolico portoghese